# Chrpa čekánek

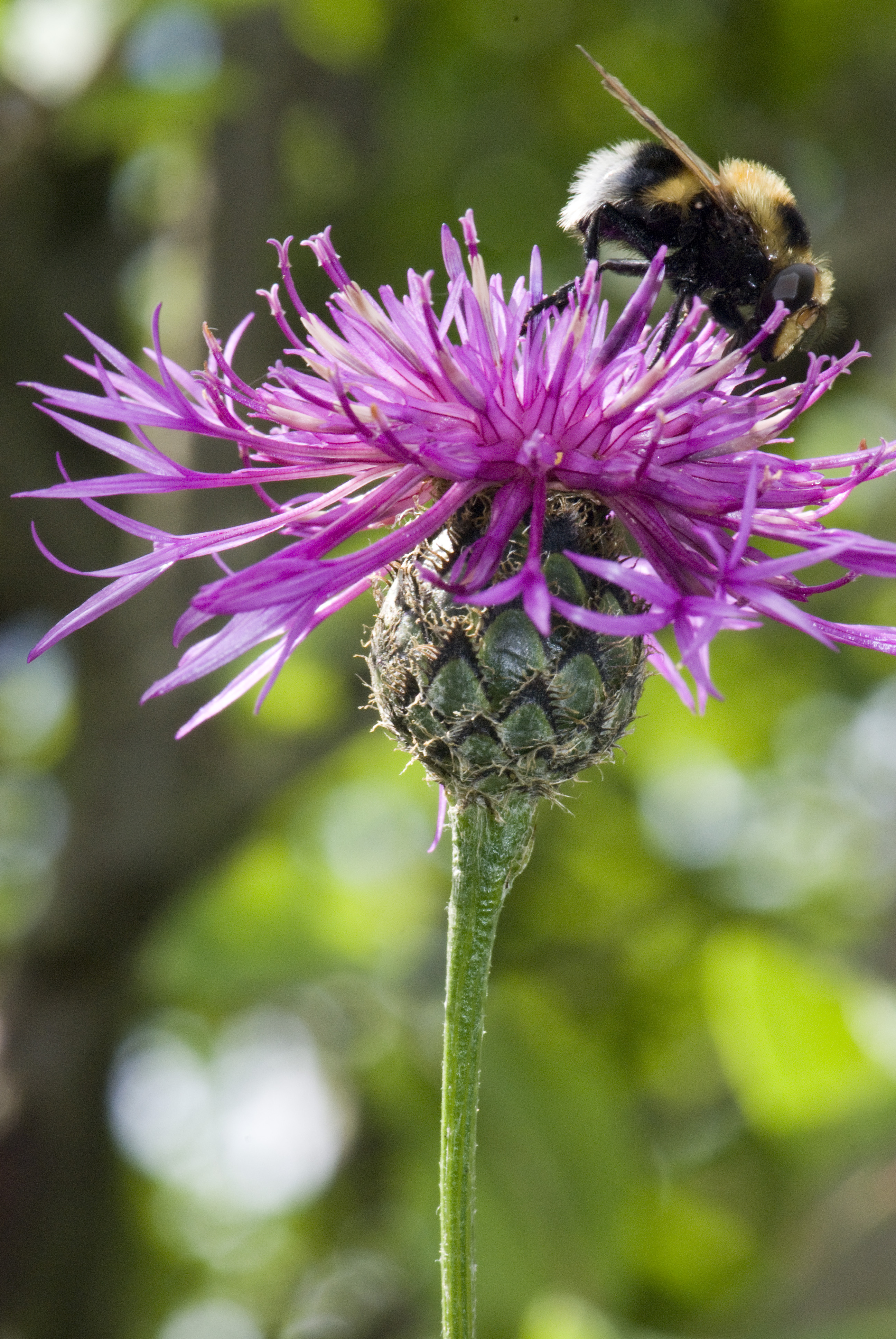
Úbor s kvetoucími květy

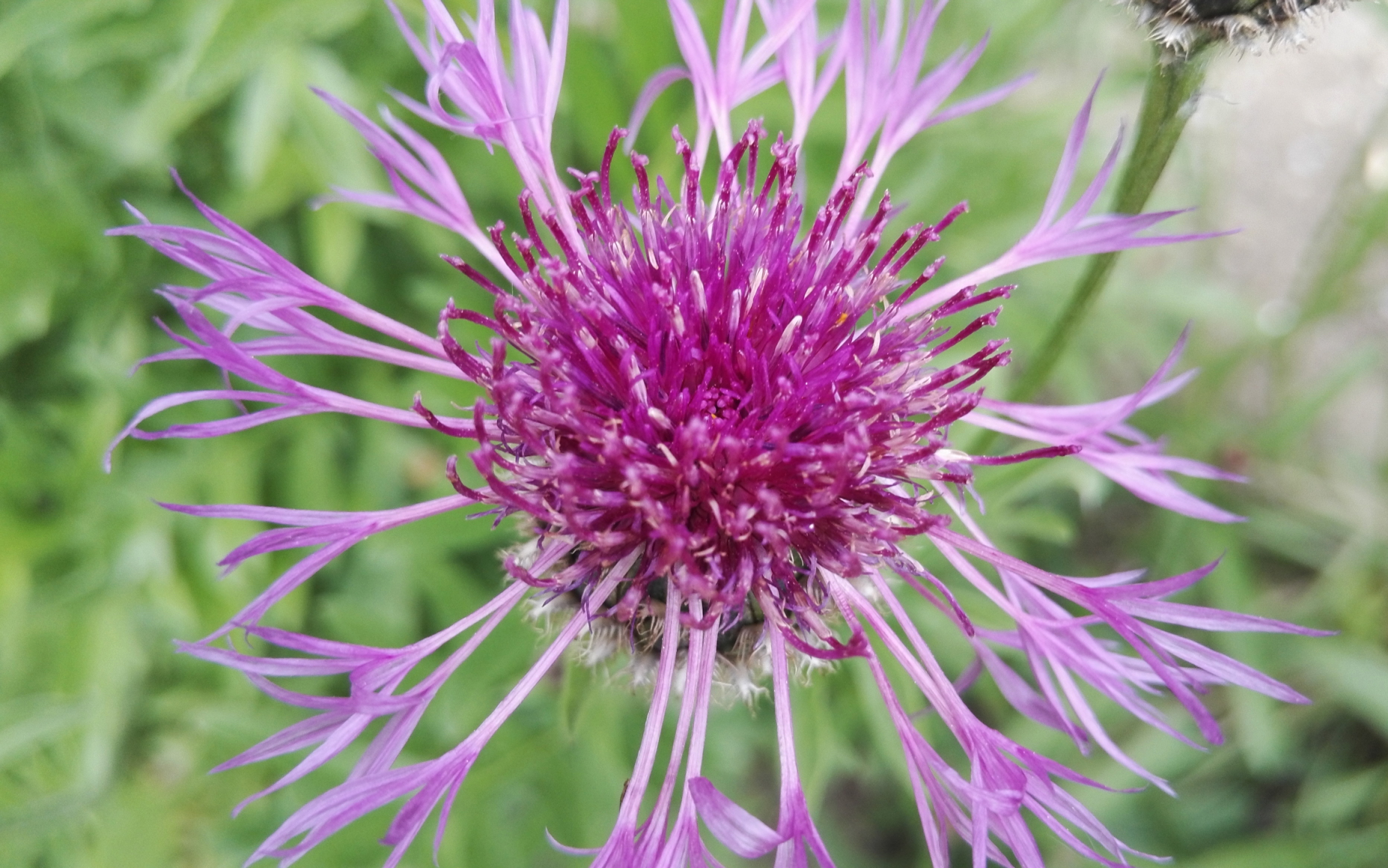
Střední a obvodové květy

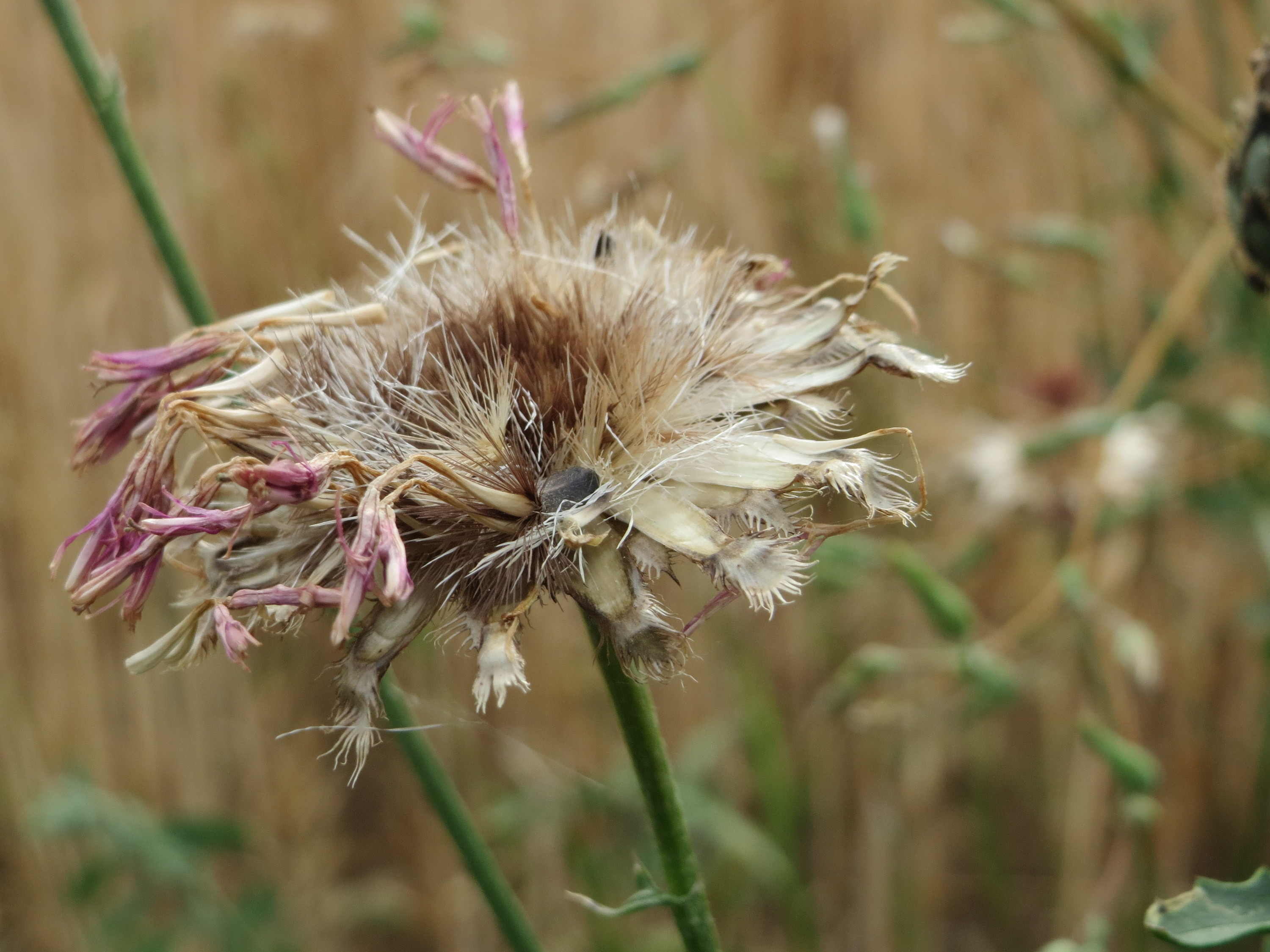
Úbor s odkvetlými květy

Chrpa čekánek (Centaurea scabiosa) je vytrvalá, půl až jeden metr vysoká, planě rostoucí rostlina kvetoucí v druhé polovině léta růžovofialovými květy sestavenými do jednoho nebo několika úborů. Bylina je v české přírodě původním druhem a vyskytuje se na sušších stanovištích poměrně hojně.
Centaurea scabiosa je komplex více než deseti taxonů, jejich přesné morfologie, počty chromozomů, genetické variace a fylogenetické vztahy nejsou dobře známé. Většina těchto blízkých a nespecifikovaných taxonů se vyskytuje v jižní Evropě a západní Asii. Druh rostoucí v České republice je považován za Centaurea scabiosa s. s., v podstatě za Centaurea scabiosa subsp. scabiosa.

## Rozšíření
Původní areál chrpy čekánku zabírá téměř celou Evropu, vyjma části na jihu Balkánského poloostrova a oblasti ve východním Středozemí a na severu kontinentu. Východním směrem pokračuje přes jihovýchod evropského Ruska do západní Sibiře až na Altaj a do Jakutska u Bajkalského jezera s odbočkou do Kazachstánu ve Střední Asii.
Druhotně byla zavlečena do Severní Ameriky, kde volně roste ve východních i západních oblastech jižní Kanady. Současně je rozšířena do přilehlých Spojených států, kde se vyskytuje v přírodě severozápadních i severovýchodních států. S osídlováním ruského Dálného východu se dostala do dálněvýchodního Přímořského kraje a na Kamčatku. Osídlila i další, pro život rostlin ne příliš příznivé území, severoevropské Faerské ostrovy.
V České republice se vyskytuje roztroušeně až hojně vyjma horských oblastí, obvykle nevystupuje výše než do 800 m n. m. Výjimečně byla zjištěna rostoucí na Králickém Sněžníku ve výšce 1380 m.

## Ekologie
Roste na půdách kyprých, hlinitých až jílovitých, nejčastěji skeletových s neutrální až zásaditou reakci, silně preferuje slunná stanoviště. Vyskytuje se ve středně suchých trávnících v lesostepích, na kamenitých stráních, polních mezích, úhorech nebo okrajích polí, ve světlých lemech lesů, křovin a po okrajích polních a lesních cest. Má desítky centimetrů hluboko sahající oddenek, který rostlině opatřuje vláhu z větších hloubek. Ještě v polovině 20. století se často objevovala jako polní plevel. Je hemikryptofytem kvetoucím v červenci až září. Počet chromozomů 2n = 20, stupeň ploidie x = 2.

## Popis
Vytrvalá bylina s lodyhou přímou a v horní části jednoduše větvenou, která bývá vysoká 60 až 100 cm a vyrůstá z hlubokého, vícehlavého oddenku s dřevnatějící hlavou. Lodyha je zelená, na hranách hnědofialově naběhlá, v mládí bývá pavučinatě chlupatá, později olysá a je střídavě porostlá jednoduchými listy. Nečetné listy v přízemní růžici mají chlupatý řapík dlouhý 15 až 25 cm, jejich eliptická čepel je 20 až 30 cm velká, peřeně laločnatá až peřenodílná, zřídka je nedělená. Široce kopinaté postranní úkrojky jsou až 1,5 cm široké a zubaté, vejčitý koncový úkrojek bývá asi 3 cm široký, všechny jsou po okraji i obou stranách slabě chlupaté. Spodní lodyžní listy, dlouhé až 25 cm, se podobají listům přízemním. Výše umístěným lodyžním listům se směrem vzhůru řapík zkracuje, až se stávají přisedlé, samy se také zmenšují z 15 cm u spodu na 4 cm nahoře.
Na konci lodyh a větví, na až 10 cm dlouhých lysých stopkách, vyrůstají jednotlivě asi 4 cm velké úbory s růžovofialovými květy, které jen vzácně bývají růžové či bílé. Mnohořadý zákrov je široce vejčitý, asi 15 mm vysoký, na bázi plochý a mírně vmáčklý. Jeho početné zákrovní listeny jsou trojhranné, červenohnědé, vnější jsou vejčité a špičaté, vnitřní protáhlé a zaoblené. Všechny jsou silně přitisklé, střechovitě uspořádané a mají tmavý vejčitý přívěsek členěný do 5 až 15 třásní.
Štětinatě chlupaté lůžko úboru nese červenofialové květy s redukovaným kalichem a srostlými trubkovitými korunami. Středové květy jsou oboupohlavné, trubkovitá koruna je asi 20 mm dlouhá, vespod je bělavá a u vrchu fialově pruhovaná, nahoře má pět růžově fialových čárkovitých cípů, uprostřed trubky roste pět bělavých nitek s fialovými prašníky spojenými v trubičku a čnící z koruny, v květu je dále ze dvou plodolistů vytvořený spodní semeník se dvěma bliznami. Obvodové květy jsou neplodné, mají nápadnou, zveličenou, až 25 mm dlouhou korunu s úzkou trubkou zakončenou pěti růžově fialovými paprskujícími cípy. Květy jsou opylovány létajícím hmyzem, hlavně motýly a čmeláky.
Plody jsou obvejčité, 6 mm dlouhé, ochmýřené nažky (semena) tmavě hnědé barvy, které mají víceřadý, světle hnědý chmýr s nestejnými paprsky dlouhými 1 až 5 mm. Nažky mají zřetelný dužnatý přívěsek, elaisom, kterým se živí mravenci a nažky přitom roznášejí po okolí. Kromě semen se rostlina na vhodném stanovišti rozšiřuje a mohutní i přirůstáním oddenku.

## Význam
Jak bylo výše uvedeno, tento původně stepní druh roste téměř po celém území republiky. Místně se také uchycuje na špatně obdělávaných polích, kde vyrůstá ve víceletých pícninách a v obilí. Nebývá však považován za nebezpečný plevel, způsobené škody nebývají velké. Oddenek nemá velkou regenerační schopnost a chrpu čekánek lze hlubokou orbou z polí vytlačit. Růstem na sečených nebo spásaných loukách zvířatům významně neškodí, ta z jara mladé rostliny spásají a starší pak míjejí.